# کپوردندان فارس
کپوردندان فارس (نام علمی: Aphanius farsicus) نام یک گونه از سرده کپوردندان است. این گونه به عنوان یکی از ماهیان بومی ایران است که در چشمه‌های اطراف دریاچه مهارلو در استان فارس یافت می‌شود.